# جبل كبورة
جبل كبورة يقع في الجهة الغربية لناحية كسمة في محافظة ريمة. يجاور جبل حزر ، وتشبه خرائبه خرائب جبل حزر، حيث تنتشر على قمته بقايا قلعة حربية، وتوجد في داخلها صهاريج مياه ومدافن حبوب. الوصول إليها يتم عبر طريق مرصوفة بالحجارة، ولكنها ليست في حالة جيدة. يحتمل أن تاريخ هذه القلعة يعود إلى الفترة الأولى لحكم العثمانيين في اليمن. ارتفاعه حوالي 2000 متر.